# Distrito de Horn
El distrito de Horn es un distrito del estado de Baja Austria en Austria.

## Municipios

### Localidades con población (año 2018)
- Altenburg 828
- Brunn an der Wild 826
- Burgschleinitz-Kühnring 1360
- Drosendorf-Zissersdorf 1213
- Eggenburg 3540
- Gars am Kamp 3534
- Geras 1325
- Horn 6520
- Irnfritz-Messern 1409
- Japons 733
- Langau 673
- Meiseldorf 876
- Pernegg 701
- Röhrenbach 522
- Röschitz 1052
- Rosenburg-Mold 856
- Sigmundsherberg 1651
- St. Bernhard-Frauenhofen 1299
- Straning-Grafenberg 781
- Weitersfeld 1576[1]

Las ciudades (Städte) se indican en negrita; las poblaciones con mercado ambulante (Marktgemeinden) en cursiva; los barrios, aldeas y otras subdivisiones de un municipio están indicados en caracteres pequeños.
- Altenburg
  - Altenburg, Burgerwiesen, Fuglau, Mahrersdorf, Steinegg
- Brunn an der Wild
  - Atzelsdorf, Brunn an der Wild, Dappach, Dietmannsdorf an der Wild, Frankenreith, Fürwald, Neukirchen an der Wild, St. Marein, Waiden, Wutzendorf
- Burgschleinitz-Kühnring
  - Amelsdorf, Burgschleinitz, Buttendorf, Harmannsdorf, Kühnring, Matzelsdorf, Reinprechtspölla, Sachsendorf, Sonndorf, Zogelsdorf
- Drosendorf-Zissersdorf
  - Autendorf, Drosendorf Altstadt, Drosendorf Stadt, Elsern, Heinrichsreith, Oberthürnau, Pingendorf, Unterthürnau, Wolfsbach, Wollmersdorf, Zettlitz, Zissersdorf
- Eggenburg
  - Eggenburg, Engelsdorf, Gauderndorf, Stoitzendorf
- Gars am Kamp
  - Buchberg am Kamp, Etzmannsdorf am Kamp, Gars am Kamp, Kamegg, Kotzendorf, Loibersdorf, Maiersch, Nonndorf bei Gars, Tautendorf, Thunau am Kamp, Wanzenau, Wolfshof, Zitternberg
- Geras
  - Dallein, Fugnitz, Geras, Goggitsch, Harth, Hötzelsdorf, Kottaun, Pfaffenreith, Purgstall, Schirmannsreith, Sieghartsreith, Trautmannsdorf
- Horn
  - Breiteneich, Doberndorf, Horn, Mödring, Mühlfeld
- Irnfritz-Messern
  - Dorna, Grub, Haselberg, Irnfritz, Klein-Ulrichschlag, Messern, Nondorf an der Wild, Reichharts, Rothweinsdorf, Sitzendorf, Trabenreith, Trabenreith, Wappoltenreith
- Japons
  - Goslarn, Japons, Oberthumeritz, Sabatenreith, Schweinburg, Unterthumeritz, Wenjapons, Zettenreith
- Langau
  - Hessendorf, Langau
- Meiseldorf
  - Kattau, Klein-Meiseldorf, Maigen, Stockern
- Pernegg
  - Etzelsreith, Lehndorf, Ludweishofen, Nödersdorf, Pernegg, Posselsdorf, Raisdorf, Staningersdorf
- Röhrenbach
  - Feinfeld, Germanns, Gobelsdorf, Greillenstein, Neubau, Röhrenbach, Tautendorf, Winkl
- Röschitz
  - Klein-Jetzelsdorf, Klein-Reinprechtsdorf, Roggendorf, Röschitz
- Rosenburg-Mold
  - Mold, Mörtersdorf, Rosenburg, Stallegg, Zaingrub, Maria Dreieichen
- Sigmundsherberg
  - Brugg, Kainreith, Missingdorf, Rodingersdorf, Röhrawiesen, Sigmundsherberg, Theras, Walkenstein
- Sankt Bernhard-Frauenhofen
  - Frauenhofen, Groß Burgstall, Grünberg, Poigen, Poigen, St. Bernhard, Strögen
- Straning-Grafenberg
  - Etzmannsdorf bei Straning, Grafenberg, Straning, Wartberg
- Weitersfeld
  - Fronsburg, Heinrichsdorf, Nonnersdorf, Oberfladnitz, Oberhöflein, Obermixnitz, Prutzendorf, Rassingdorf, Sallapulka, Starrein, Untermixnitz, Weitersfeld